# René Labat (athlétisme)
Cet article concerne un athlète français. Pour l'assyriologue français, voir René Labat.
Pour les articles homonymes, voir Labat.
René Labat, né le 19 février 1892 à Audenge et mort le 8 mars 1970, à Paris, est un athlète français spécialiste du saut en hauteur.
Il remporte le titre de champion de France du saut en hauteur en 1913 avec un saut à 1,75 m. Il participe aussi aux Jeux olympiques d'été de 1920 à Anvers terminant neuvième de la finale avec un saut à 1,75 m.